# Luzes de Emergência se Acenderão automaticamente
Luzes de emergência se acenderão automaticamente é um romance de ficção literária brasileira escrito por Luisa Geisler e publicado em 2014 pela Editora Objetiva. Na maior parte do livro a história é narrada de forma indireta pelo personagem Henrique (Ike) através da escrita de cartas endereçadas ao seu amigo Gabriel, hospitalizado após um acidente o deixar em coma. Henrique escreve as cartas entre dezembro de 2011 e julho de 2012 com o objetivo de se distrair e atualizar o amigo quando ele acordar, nelas ele conta o que está acontecendo em sua vida, resume suas aflições, suas angústias e comenta os seus relacionamentos.
O livro aborda temas comuns do final da adolescência e começo da vida adulta. Henrique, o personagem principal, sofre com a falta de perspectiva pessoal na cidade em que vive (Canoas - RS), descreve a dificuldade de trabalhar e se manter nos estudos e enfrenta a angústia de se definir sexualmente, mesmo com namorada e gostando dela, progressivamente desenvolve afetividade com outro personagem chamado Dante.
Conforme o tempo passa, Henrique percebe que talvez seu amigo nunca acorde para ler as cartas e elas ganham características de diários, com muitos detalhes pessoais sobre sua vida e servindo-lhe de uma maneira confessional.